# Noortje Herlaar
Noortje Herlaar (Vlaardingen, 22 april 1985) is een Nederlandse actrice en zangeres. Op 24 januari 2010 won zij de finale van het televisieprogramma Op zoek naar Mary Poppins, waardoor zij de hoofdrol van Mary Poppins ging vertolken in de gelijknamige musical, die in 2010/2011 in het Circustheater in Scheveningen te zien was. In 2012 maakte ze haar debuut op de televisie met de rol van Jeanne in de tv-serie Moeder, ik wil bij de Revue. Voor haar rol als Margot in de film Kapsalon Romy won ze in 2020 een Gouden Kalf.

## Biografie
Noortje Herlaar groeide op in Maassluis en volgde vanaf haar vierde jaar de plaatselijke balletschool. Toen ze negen was, ging ze de vooropleiding van de havo voor Muziek en Dans volgen aan de Dansacademie in Rotterdam. Tijdens haar opleiding aan het Stedelijk Gymnasium Schiedam speelde ze in enkele schoolproducties en in haar vrije tijd volgde ze zes jaar lang lessen op de Jeugdtheaterschool Hofplein in Rotterdam en was daar in meerdere voorstellingen te zien. In 2003 startte Herlaar haar opleiding aan de Muziektheateracademie van het Rotterdams Conservatorium, ook wel bekend als Codarts. In juni 2007 studeerde Herlaar af met haar solovoorstelling La Vie en Rose, waarmee ze o.a. in het Comedy Theater in Amsterdam te zien was.
Na haar studie ging Herlaar als actrice aan de slag bij Theater Terra in de rondreizende familievoorstelling Matroos in de doos‚ naar een boek van Daphne Deckers. Vervolgens werd ze aangenomen bij de musical Dirty Dancing, waarin ze ruim een jaar de rol van Lisa Houseman in het Beatrix Theater te Utrecht speelde. Herlaar won het programma Op zoek naar Mary Poppins van de AVRO, waarvan de eerste uitzending met audities te zien was op 30 november 2009 en de liveshows vanaf 6 december 2009 op acht achtereenvolgende zondagavonden te zien waren. In september en oktober 2009 was Herlaar te zien in een van de hoofdrollen in de musical Urinetown, andere hoofdrollen waren hierin voor Jamai Loman, René van Kooten en Suzan Seegers.
Herlaar is tevens werkzaam als stemactrice in verschillende tekenfilms en series.
Samen met Johnny Kraaijkamp jr. en Joey Schalker speelde Herlaar een van de hoofdrollen in De producers. Hierin vertolkte ze de rol van de Zweedse Ulla.  De voorstelling flopte een week na de première op 23 oktober 2011 en stopte per direct met spelen. In 2012 was Herlaar te zien in Saturday Night Fever. Herlaar speelde de rol van Stephanie Mangano, de bloedmooie danspartner van Tony Manero.
In 2012 zou Herlaar de hoofdrol spelen in Het Bombardement. Echter waren de opnames niet te combineren met de opnames van Moeder, ik wil bij de Revue. De rol werd overgenomen door Roos van Erkel.
Vanaf het najaar van 2016 is Herlaar te zien in De mannen van dokter Anne, een serie over een dokter. Herlaar was in februari 2016 met onder meer Jeroen Spitzenberger te zien in de telefilm Bouquetreeks De Film: Trots en verlangen. In 2017 speelde zij een van de hoofdrollen in de serie De 12 van Oldenheim.
In 2020 deed Herlaar mee aan het RTL 4-programma The Masked Singer waarin zij te zien was als Vos. Herlaar behaalde de finale en eindigde op de tweede plek.
Zij heeft sinds 2015 een relatie met acteur Barry Atsma, het paar heeft twee dochters.

## Theater
- Onderstroom (Stichting Kunstklank, 2003) - Iris
- De Staat (Original Winds, 2006) - Duovoorstelling met Jasper Dzuki Jelen
- Musical Memories (Stichting Iskra, 2007) - Soliste, ook met Renée van Wegberg
- La Vie en Rose (afstudeervoorstelling, 2007) - Solo
- Matroos in de doos (Theater Terra, 2007) - Calypsa, Dolfijn en moeder
- Marilyn (eigen productie cultuurdag Maassluis, 2008) - Solovoorstelling van zang, spel en dans
- Dirty Dancing (Joop van den Ende Theaterproducties, 2008/2009) - Lisa Houseman
- Urinetown - Zeikstad (M-Lab, 2009) - Lot Kleinhart
- The Beastly Bombing (Opera aan het IJ, 2009) - Clarissa
- Mary Poppins (Joop van den Ende Theaterproducties, 2010/2011) - Mary Poppins
- De Producers (Mark Vijn Theaterproducties, 2011) - Ulla
- Saturday Night Fever (Joop van den Ende Theaterproducties, 2012) - Stephanie Mangano
- De Huisvrouw Monologen (Rick Engelkes Producties, 2013)
- Vaslav (DeLaMar Producties, 2014) - Romola
- Agnes van God (Albert Verlinde Entertainment, 2014/2015) - Agnes
- Lazarus (Stage Entertainment, 2019/2020) - Elly [4]
- Stoornis of my life (DeLaMar Producties, 2025) - Amber[5]

## Nasynchronisatie
- Once Upon a Studio (2023) - Anna
- Frozen 2 (2019) - Anna
- Mary Poppins Returns (2018) - Mary Poppins
- Ralph Breaks the Internet (2018) - Anna
- Kubo and the Two Strings (2016) - The Sisters
- Rio 2 (2014) - Gabi
- La Belle et la Bête (2014) - Belle
- Frozen (Disney, 2013) - Anna
- Gnomeo & Juliet (film van Disney/Touchstone, 2011) - Juliet
- Toy Story 3 (film van Pixar, 2010) - Barbie
- Hawaiian Vacation (film van Pixar, 2011) - Barbie
- The Muppets (film van Disney) - Miss Piggy's receptioniste
- The Troop (televisieserie van Nickelodeon, 2009) - Hayley
- Phineas en Ferb (televisieserie van Disney XD, 2009) - Gastrol
- My Little Pony: Vriendschap is betoverend (televisieserie, 2009) - Cheerilee
- Het kleine spookje Laban (bioscoopfilm, 2008) - Labolina
- The Saddle Club - (realityserie van Nickelodeon, 2008) - Deborah
- Dibo, the Gift Dragon (televisieserie van Nickelodeon, 2008) - Annie
- Slim Pig (televisieserie, 2008) - Muis
- Op en top Fien (luisterboek, 2008) van Harmen van Straaten

## Televisie
- Bennie (2025) - Ceciel
- Stars on Stage (2024) - gastrecensent
- The Passion 2022 (2022) - Maria
- The Masked Singer (2020) - Vos
- Lois (2018) - Lois Elzinga
- Zuidas (2018) - Lavinia Vermeer
- De 12 van Oldenheim (2017) - Peggy Jonkers
- B.A.B.S. (2017) - Renate
- De mannen van dokter Anne (2016) - Dokter Annemaria 'Anne' Hazenberg
- De Zaak Menten (2016) - Betty Knoop
- Sinterklaasjournaal (2016) - Juf Katrijn
- Crossing Lines (2014) - Anke Joosten
- Bloedverwanten (2014, derde seizoen) - Sanne Mok
- Ramses (miniserie, 2014) - Liesbeth List
- Charlie (2013) - Melissa
- Moeder, ik wil bij de Revue (2012) - Jeanne van Woerkom
- Wat vindt Nederland? (2010 - deelneemster
- 't Spaanse Schaep (2010) - Debbie

## Films
- Net als in de film (2023) - Annabel
- Toen ik je zag (2023) - Esther
- Ome Cor (2022) - caissière Albert Heijn
- The Takeover (2022) - Linde Van Erp
- Soof 3 (2022) - Dokter Dickhoff
- Just Say Yes (2021) - Estelle
- Op Gepaste Afstand (2020) - Eef (kortfilm)
- Kapsalon Romy (2019) - Margot
- Het irritante eiland (2019) - heks Amarantha
- The Hitman's Bodyguard (2017)
- Trots en verlangen (2016) - Dominique
- Toen mijn vader een struik werd (2016) - Toda's moeder
- De zevende hemel (2016) - Julia
- Knielen op een bed violen (2016) - Margje
- Paradise Trips (2015) -  Miranda
- Hotwax (2015) - vrouw (kortfilm)
- Wonderbroeders (2014) - Jessica

## Prijzen en nominaties
- Op 7 juni 2010 werd bekendgemaakt dat Herlaar de John Kraaijkamp Musical Award in de categorie Aanstormend Talent voor haar rollen in Urinetown en Mary Poppins had gewonnen.
- In 2013 was Herlaar genomineerd voor een Gouden Kalf voor haar rol in Moeder, ik wil bij de revue.
- Op 2 maart 2015 won Herlaar een van de tv-beelden voor haar vertolking van Liesbeth List in Ramses.
- In 2020 won ze een Gouden Kalf voor haar rol als Margot in Kapsalon Romy.